# Notting Hill
Notting Hill – dzielnica Londynu, leżąca w gminie Royal Borough of Kensington and Chelsea. Uważana jest ona za stosunkowo zamożną i modną, znana z wysokiej klasy restauracji oraz markowych sklepów, a także second-handów. Inną atrakcją turystyczną jest targ na Portobello Road.
Notting Hill zyskało światową sławę dzięki Notting Hill Carnival – paradom ulicznym w stylu karaibskim odbywającym się w sierpniu. Przyciągają one corocznie rzesze turystów. Rozsławione zostało także dzięki hollywoodzkiej produkcji Notting Hill, w której zagrali Julia Roberts i Hugh Grant.

## Galeria

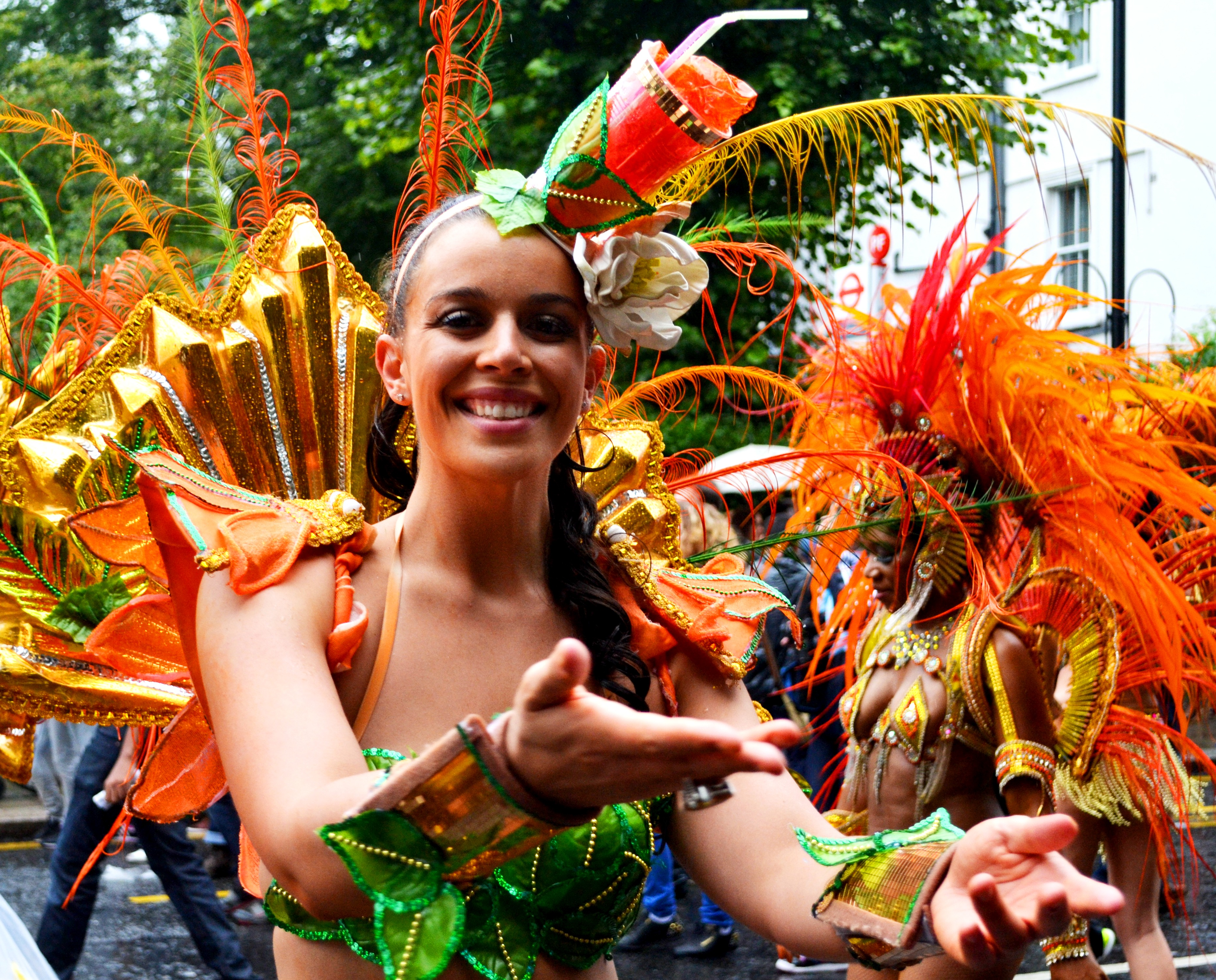
Notting Hill Carnival 2014
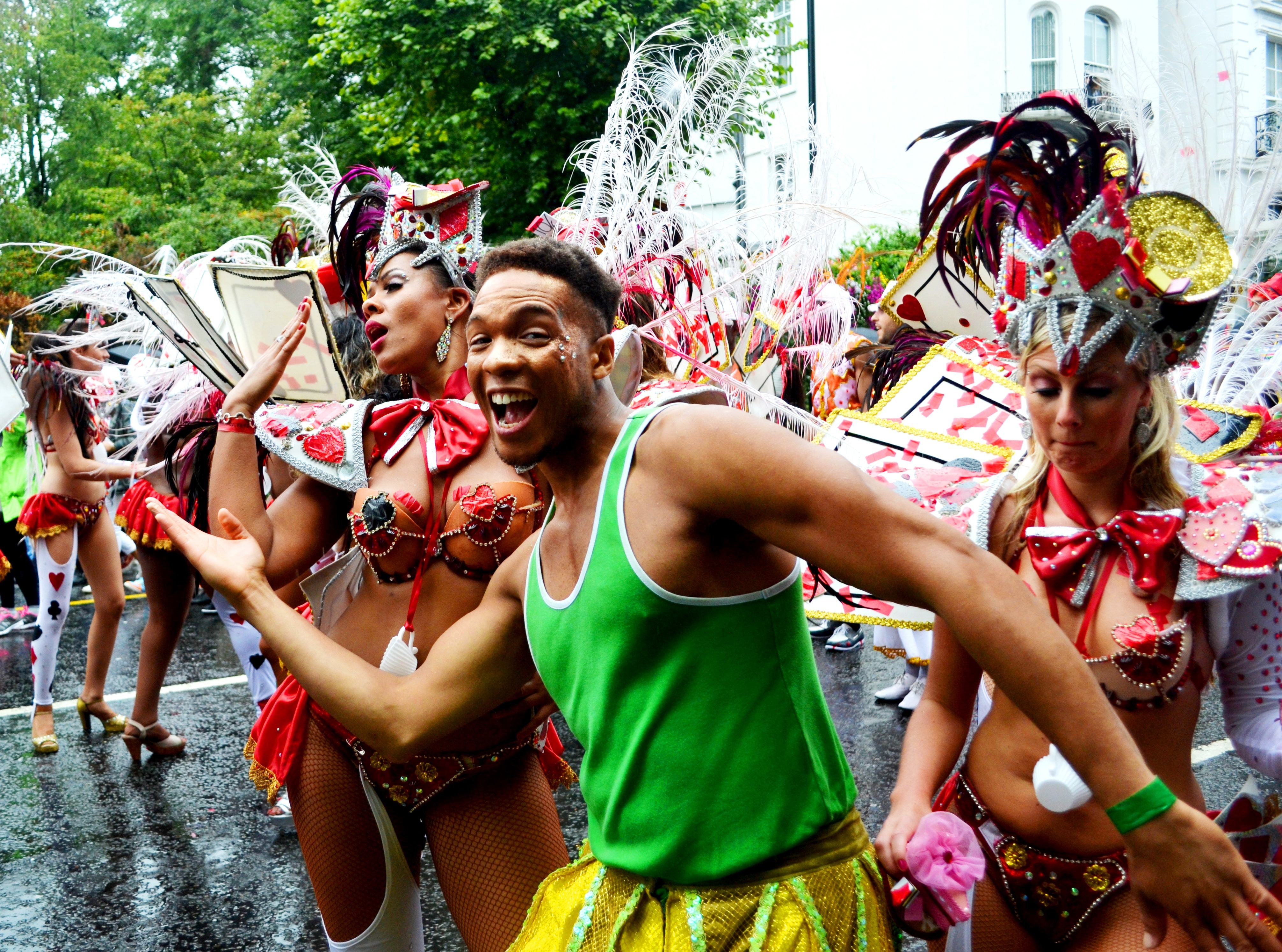
Notting Hill Carnival 2014
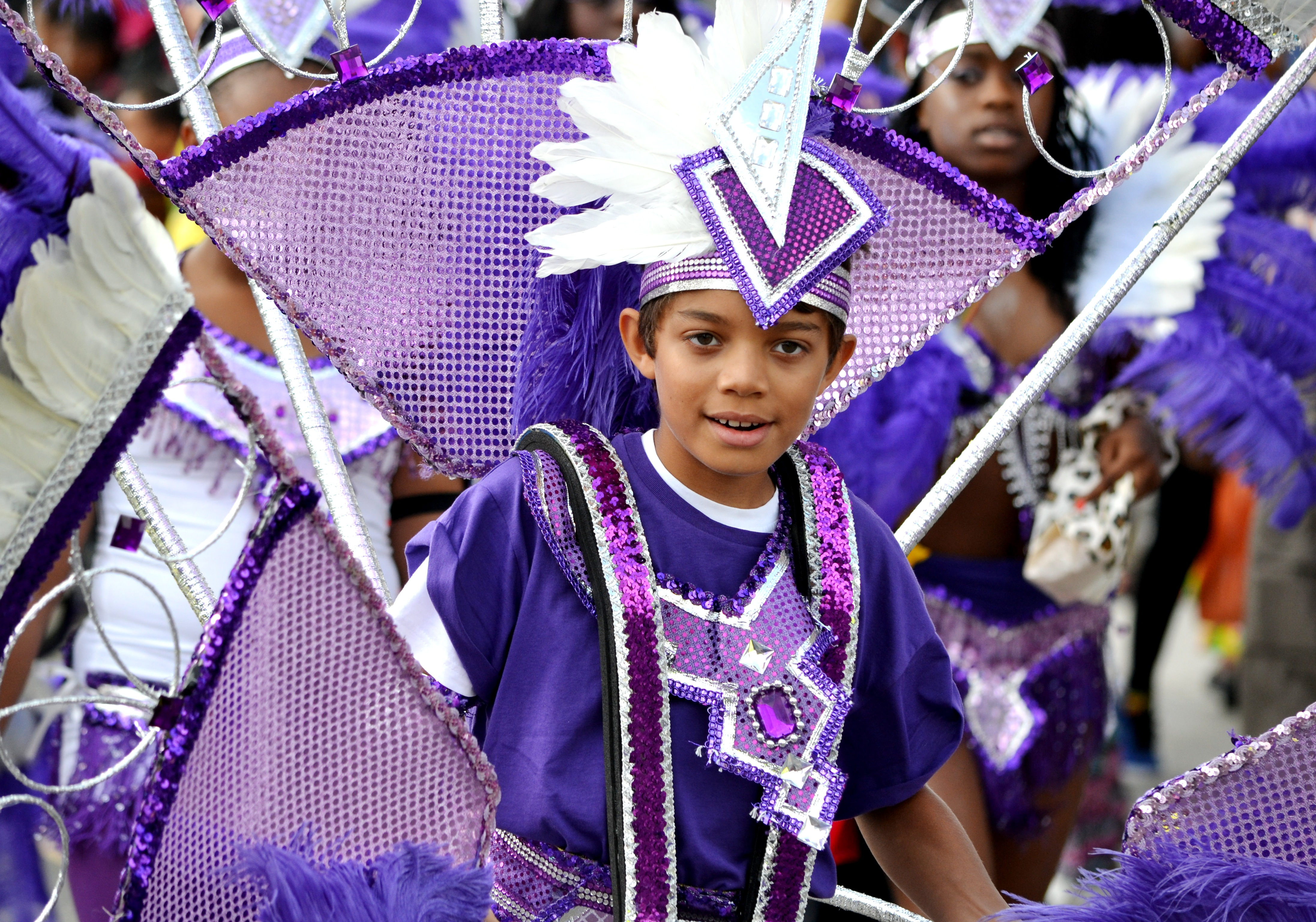
Notting Hill Carnival 2013
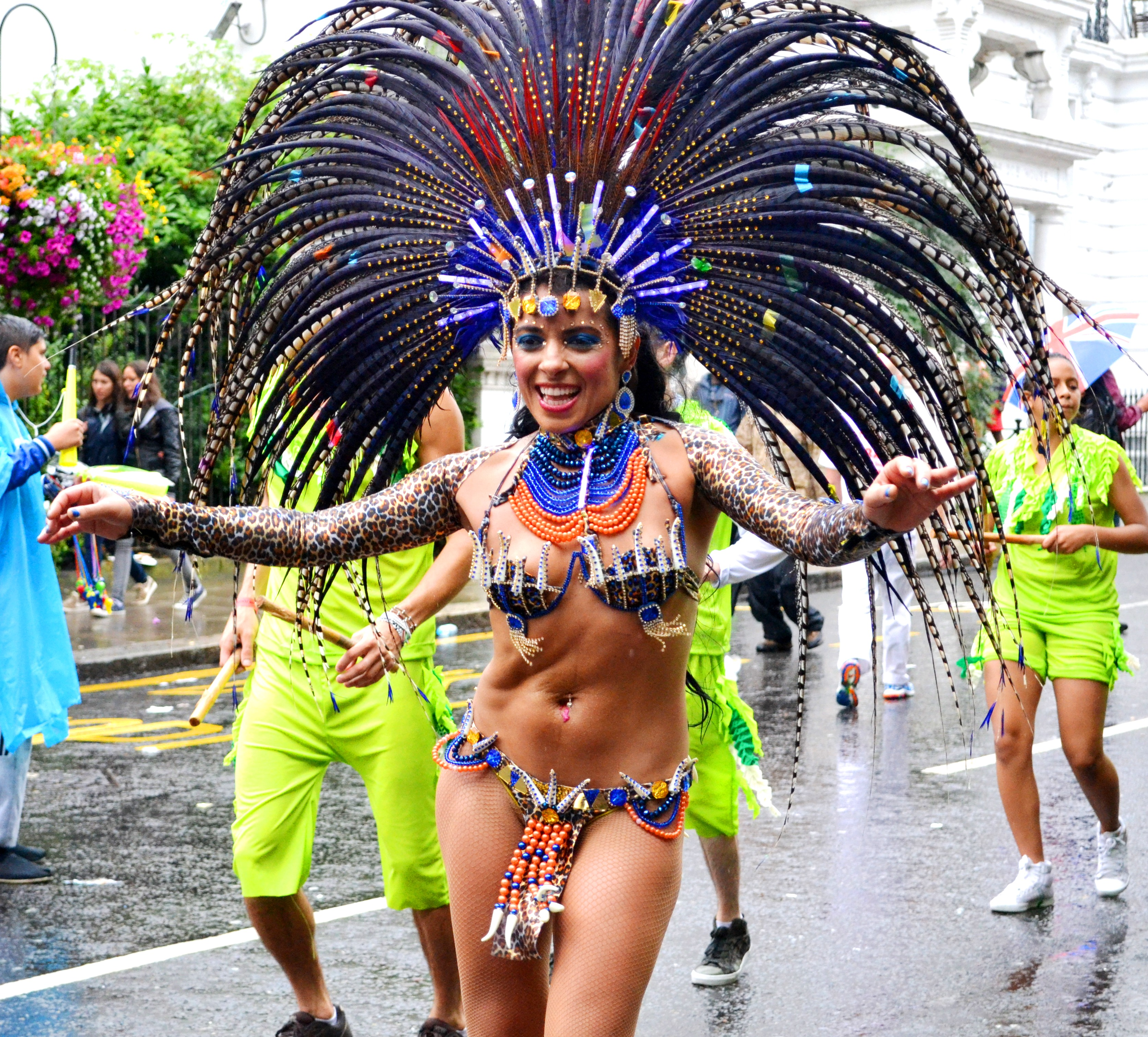
Notting Hill Carnival 2014